# Pallacanestro alla V Universiade
Il torneo di pallacanestro della V Universiade si è svolto a Tokyo, Giappone, nel 1967.

## Medagliere
| Posizione | Paese         |   |   |   | Totale |
| --------- | ------------- | - | - | - | ------ |
| 1         | Corea del Sud | 1 | 1 | 0 | 2      |
| 2         | Stati Uniti   | 1 | 0 | 0 | 1      |
| 3         | Giappone      | 0 | 1 | 0 | 1      |
| 4         | Brasile       | 0 | 0 | 1 | 1      |
| 4         | Francia       | 0 | 0 | 1 | 1      |
| Totale    | Totale        | 2 | 2 | 2 | 6      |